# Maatsysteem
Het maatsysteem geeft aan hoe een gedicht, in het bijzonder de versregel, is opgebouwd.
Alternerend versHet aantal heffingen en dalingen is per versregel constant. Voorbeelden hiervan zijn de hexameter en de pentameter.
Heffingsversook bekend als accentvers of toppenvers. Het aantal heffingen is per versregel constant. Na iedere heffing volgt een niet vast aantal dalingen.
Lettergreeptellend versHet aantal lettergrepen is per versregel constant. De haiku is het Japanse voorbeeld hiervan.
Woordentellend versHet aantal woorden is per versregel constant. Dit systeem is typisch voor Chinese poëzie. Een "Europese" vorm is het elfje.
Woordgroepentellend versHet aantal woordgroepen is per versregel constant. Parallellisme is een goed voorbeeld hiervan.